# Субкарлик спектрального класса O

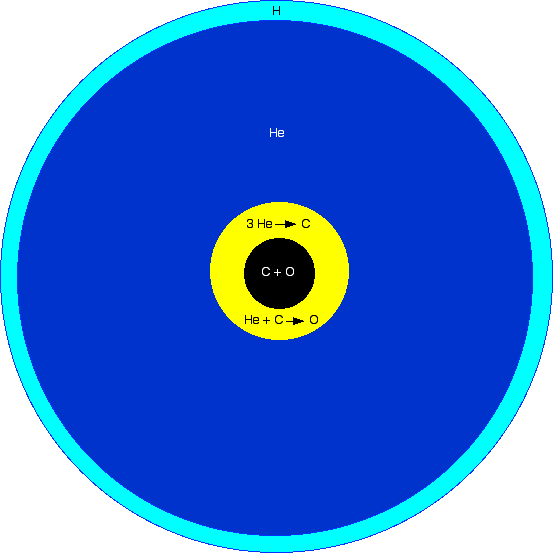
Схема структуры субкарлика спектрального класса O.

Субкарлик спектрального класса O (англ. subdwarf O star, sdO) — подкласс горячих маломассивных звёзд. Субкарлики спектрального класса O более слабые, чем обычные O-звёзды главной последовательности, но всё же их светимость превышает солнечную в 10-100 раз, а масса составляет около половины массы Солнца. Температура варьируется от 40 000 до 100 000 K. В спектре заметен ионизованный гелий. Ускорение свободного падения на поверхности составляет от 104 до 3·106 g. Многие sdO-звёзды двигаются в Млечном Пути с высокими скоростями и обнаруживаются на высоких галактических широтах.

## Строение
Считается, что ядро субкарлика спектрального класса O состоит из углерода и кислорода и окружено оболочкой, в которой горит гелий. Спектр показывает содержание гелия от 50 до 100%.

## История
В начале 1970-х годов Гринстейн и Сарджент измерили температуры и величину гравитации, что позволило определить корректное положение данных объектов на диаграмме Герцшпрунга — Рассела. Обзоры Паломар-Грин, Гамбургский обзор, SDSS и ESO-SPY (Supernova Ia Progenitor Survey) содержат много подобных звёзд.

## Распространённость
Субкарликов спектрального класса O примерно втрое меньше, чем субкарликов спектрального класса B.

## Спектр
Существует целый ряд разновидностей спектров sdO-звёзд. Среди них можно выделить класс с сильными линиями гелия (He-sdO) и класс с сильными линиями водорода. Звезды He-sdO относительно редки. Обычно у sdO-звёзд повышенное содержание азота и пониженное содержание углерода. Однако существуют вариации концентраций  углерода, кислорода, неона, кремния, магния или железа.

## Примеры
- HD 128220[2].
- HIP 52181 пульсирует с частотой 1,04 мГц[2].
- HD 49798 является бедной углеродом рентгеновской двойной на расстоянии 650 парсек (около 2000 световых лет) от Земли[3][5].
- US 708 является сверхскоростной звездой, скорость которой превышает скорость убегания для Млечного Пути[6].

## Жизненный цикл
Такие звёзды можно указать на диаграмме Герцшпрунга — Рассела. Они представляют собой два этапа в жизни звёзд: звёзды после асимптотической ветви гигантов (яркие sdO) и звёзды после горизонтальной ветви (компактные sdO). Считается, что звёзды после АВГ можно обнаружить в планетарных туманностях, но только четыре из известных sdO-звёзд таковы. Компактные sdO-звёзды считаются потомками субкарликов спектрального класса B. Однако статистика не соответствует наблюдениям sdB-звёзд. Альтернативная теория состоит в том, что sdO-звёзды формируются при слиянии двух белых карликов. Это может произойти в тесной двойной системе, расстояние между компонентами которой уменьшается вследствие излучения гравитационных волн.